# Xenia Aleksandrovna van Rusland

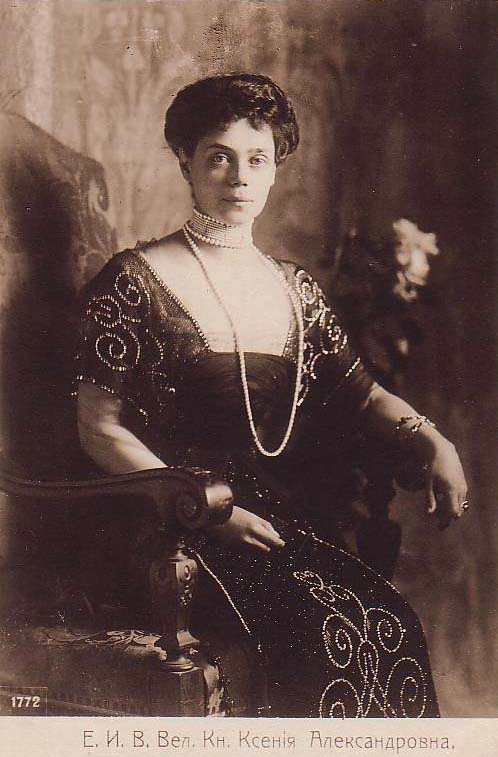
Grootvorstin Xenia van Rusland

Xenia Aleksandrovna Romanova (Russisch: Ксения Александровна Романова, Ksenija Aleksandrovna Romanova) (Anichkov Paleis, Sint-Petersburg, Rusland, 6 april 1875 — Hampton Court Palace, Engeland, 20 april 1960), grootvorstin van Rusland, was het vierde kind en de oudste dochter van tsaar Alexander III van Rusland en Maria Fjodorovna. Ze was de zus van de laatste Russische tsaar, Nicolaas II.
Ze had met haar broers en zus een beschermde jeugd in het Winterpaleis te Sint-Petersburg en vanaf 1881 in het Gatsjinapaleis (te Gatsjina). Haar vader gaf veel om zijn gezin en hechtte veel waarde aan zijn gezinsleven. Hij stierf op jonge leeftijd in 1894. Vlak voor de dood van haar vader, op 6 augustus 1894, trouwde Xenia te Peterhof met grootvorst Alexander Michajlovitsj van Rusland, een kleinzoon in mannelijke lijn van tsaar Nicolaas I van Rusland. Het was geen gelukkig huwelijk. Alexander had een Amerikaanse minnares en toen hij dit aan Xenia opbiechtte, stortte ook zij zich in een buitenechtelijke relatie.
Uit het huwelijk werden zeven kinderen geboren:
- Irina Aleksandrovna (1895-1970), getrouwd met prins Felix Joesoepov
- Andrej Aleksandrovitsj (1897-1981)
- Fjodor Aleksandrovitsj (1898-1968)
- Nikita Aleksandrovitsj (1900-1974)
- Dimitri Aleksandrovitsj (1901-1980)
- Rostislav Aleksandrovitsj (1902-1978)
- Vassily Aleksandrovitsj (1907-1989)

Een van Xenia’s zonen zou waarschijnlijk hoofd van het Huis Romanov zijn geworden na de moord op tsaar Nicolaas II, ware het niet dat alle zonen van Xenia morganatisch zijn getrouwd en daardoor hun recht hadden opgegeven.
Tijdens de Russische Revolutie wist Xenia Rusland te ontvluchten aan boord van het Britse slagschip HMS Marlborough. Haar moeder en haar kinderen Fjodor, Nikita, Dimitri, Rostislav, Vassily en Irina waren ook aan boord van het schip, evenals vele andere familieleden. Na de Revolutie gingen Xenia en haar echtgenoot uit elkaar. Xenia werd afhankelijk van de Britse koninklijke familie die haar een inkomen gaf. Ook kreeg ze een huis toegewezen, eerst Frogmore Cottage op landgoed Frogmore en later Wilderness House op het landgoed Hampton Court Palace in Groot-Londen. Xenia stierf op 20 april 1960 op 85-jarige leeftijd te Londen, Engeland.

## Kwartierstaat
| Nicolaas I van Rusland (1796–1855) | Nicolaas I van Rusland (1796–1855) | Nicolaas I van Rusland (1796–1855) | Nicolaas I van Rusland (1796–1855) | Nicolaas I van Rusland (1796–1855)   | Nicolaas I van Rusland (1796–1855)   | Charlotte van Pruisen (1798-1860)    | Charlotte van Pruisen (1798-1860)    | Charlotte van Pruisen (1798-1860)    | Charlotte van Pruisen (1798-1860)    | Charlotte van Pruisen (1798-1860)     | Charlotte van Pruisen (1798-1860)     |                                                   |                                                   | Lodewijk II van Hessen-Darmstadt (1777-1848)      | Lodewijk II van Hessen-Darmstadt (1777-1848)      | Lodewijk II van Hessen-Darmstadt (1777-1848)      | Lodewijk II van Hessen-Darmstadt (1777-1848)      | Lodewijk II van Hessen-Darmstadt (1777-1848) | Lodewijk II van Hessen-Darmstadt (1777-1848) | Wilhelmina van Baden (1788-1836)               | Wilhelmina van Baden (1788-1836)               | Wilhelmina van Baden (1788-1836)               | Wilhelmina van Baden (1788-1836)               | Wilhelmina van Baden (1788-1836)               | Wilhelmina van Baden (1788-1836)               |  |  | Frederik Willem van Sleeswijk- Holstein-Sonderburg-Glücksburg (1785-1831) | Frederik Willem van Sleeswijk- Holstein-Sonderburg-Glücksburg (1785-1831) | Frederik Willem van Sleeswijk- Holstein-Sonderburg-Glücksburg (1785-1831) | Frederik Willem van Sleeswijk- Holstein-Sonderburg-Glücksburg (1785-1831) | Frederik Willem van Sleeswijk- Holstein-Sonderburg-Glücksburg (1785-1831) | Frederik Willem van Sleeswijk- Holstein-Sonderburg-Glücksburg (1785-1831) | Louise Caroline van Hesse-Kassel (1789-1867) | Louise Caroline van Hesse-Kassel (1789-1867) | Louise Caroline van Hesse-Kassel (1789-1867)    | Louise Caroline van Hesse-Kassel (1789-1867)    | Louise Caroline van Hesse-Kassel (1789-1867)    | Louise Caroline van Hesse-Kassel (1789-1867)    |                                                 |                                                 | Willem van Hessen-Kassel (1787-1867) | Willem van Hessen-Kassel (1787-1867) | Willem van Hessen-Kassel (1787-1867)       | Willem van Hessen-Kassel (1787-1867)       | Willem van Hessen-Kassel (1787-1867)       | Willem van Hessen-Kassel (1787-1867)       | Louise Charlotte van Denemarken (1789-1864) | Louise Charlotte van Denemarken (1789-1864) | Louise Charlotte van Denemarken (1789-1864) | Louise Charlotte van Denemarken (1789-1864) | Louise Charlotte van Denemarken (1789-1864) | Louise Charlotte van Denemarken (1789-1864) |  |  |  |  |  |  |  |  |  |  |  |  |  |  |  |  |  |  |  |  |  |  |  |  |  |  |  |  |  |  |  |  |  |  |  |  |  |  |  |  |  |  |  |  |  |  |  |  |
| Nicolaas I van Rusland (1796–1855) | Nicolaas I van Rusland (1796–1855) | Nicolaas I van Rusland (1796–1855) | Nicolaas I van Rusland (1796–1855) | Nicolaas I van Rusland (1796–1855)   | Nicolaas I van Rusland (1796–1855)   | Charlotte van Pruisen (1798-1860)    | Charlotte van Pruisen (1798-1860)    | Charlotte van Pruisen (1798-1860)    | Charlotte van Pruisen (1798-1860)    | Charlotte van Pruisen (1798-1860)     | Charlotte van Pruisen (1798-1860)     |                                                   |                                                   | Lodewijk II van Hessen-Darmstadt (1777-1848)      | Lodewijk II van Hessen-Darmstadt (1777-1848)      | Lodewijk II van Hessen-Darmstadt (1777-1848)      | Lodewijk II van Hessen-Darmstadt (1777-1848)      | Lodewijk II van Hessen-Darmstadt (1777-1848) | Lodewijk II van Hessen-Darmstadt (1777-1848) | Wilhelmina van Baden (1788-1836)               | Wilhelmina van Baden (1788-1836)               | Wilhelmina van Baden (1788-1836)               | Wilhelmina van Baden (1788-1836)               | Wilhelmina van Baden (1788-1836)               | Wilhelmina van Baden (1788-1836)               |  |  | Frederik Willem van Sleeswijk- Holstein-Sonderburg-Glücksburg (1785-1831) | Frederik Willem van Sleeswijk- Holstein-Sonderburg-Glücksburg (1785-1831) | Frederik Willem van Sleeswijk- Holstein-Sonderburg-Glücksburg (1785-1831) | Frederik Willem van Sleeswijk- Holstein-Sonderburg-Glücksburg (1785-1831) | Frederik Willem van Sleeswijk- Holstein-Sonderburg-Glücksburg (1785-1831) | Frederik Willem van Sleeswijk- Holstein-Sonderburg-Glücksburg (1785-1831) | Louise Caroline van Hesse-Kassel (1789-1867) | Louise Caroline van Hesse-Kassel (1789-1867) | Louise Caroline van Hesse-Kassel (1789-1867)    | Louise Caroline van Hesse-Kassel (1789-1867)    | Louise Caroline van Hesse-Kassel (1789-1867)    | Louise Caroline van Hesse-Kassel (1789-1867)    |                                                 |                                                 | Willem van Hessen-Kassel (1787-1867) | Willem van Hessen-Kassel (1787-1867) | Willem van Hessen-Kassel (1787-1867)       | Willem van Hessen-Kassel (1787-1867)       | Willem van Hessen-Kassel (1787-1867)       | Willem van Hessen-Kassel (1787-1867)       | Louise Charlotte van Denemarken (1789-1864) | Louise Charlotte van Denemarken (1789-1864) | Louise Charlotte van Denemarken (1789-1864) | Louise Charlotte van Denemarken (1789-1864) | Louise Charlotte van Denemarken (1789-1864) | Louise Charlotte van Denemarken (1789-1864) |  |  |  |  |  |  |  |  |  |  |  |  |  |  |  |  |  |  |  |  |  |  |  |  |  |  |  |  |  |  |  |  |  |  |  |  |  |  |  |  |  |  |  |  |  |  |  |  |
|                                    |                                    |                                    |                                    |                                      |                                      |                                      |                                      |                                      |                                      |                                       |                                       |                                                   |                                                   |                                                   |                                                   |                                                   |                                                   |                                              |                                              |                                                |                                                |                                                |                                                |                                                |                                                |  |  |                                                                           |                                                                           |                                                                           |                                                                           |                                                                           |                                                                           |                                              |                                              |                                                 |                                                 |                                                 |                                                 |                                                 |                                                 |                                      |                                      |                                            |                                            |                                            |                                            |                                             |                                             |                                             |                                             |                                             |                                             |  |  |  |  |  |  |  |  |  |  |  |  |  |  |  |  |  |  |  |  |  |  |  |  |  |  |  |  |  |  |  |  |  |  |  |  |  |  |  |  |  |  |  |  |  |  |  |  |
|                                    |                                    |                                    |                                    | Alexander II van Rusland (1818–1881) | Alexander II van Rusland (1818–1881) | Alexander II van Rusland (1818–1881) | Alexander II van Rusland (1818–1881) | Alexander II van Rusland (1818–1881) | Alexander II van Rusland (1818–1881) |                                       |                                       |                                                   |                                                   |                                                   |                                                   | Marie van Hessen-Darmstadt (1824-1880)            | Marie van Hessen-Darmstadt (1824-1880)            | Marie van Hessen-Darmstadt (1824-1880)       | Marie van Hessen-Darmstadt (1824-1880)       | Marie van Hessen-Darmstadt (1824-1880)         | Marie van Hessen-Darmstadt (1824-1880)         |                                                |                                                |                                                |                                                |  |  |                                                                           |                                                                           |                                                                           |                                                                           | Christiaan IX van Denemarken (1818-1906)                                  | Christiaan IX van Denemarken (1818-1906)                                  | Christiaan IX van Denemarken (1818-1906)     | Christiaan IX van Denemarken (1818-1906)     | Christiaan IX van Denemarken (1818-1906)        | Christiaan IX van Denemarken (1818-1906)        |                                                 |                                                 |                                                 |                                                 |                                      |                                      | Louise van Hessen-Kassel (1817-1898)       | Louise van Hessen-Kassel (1817-1898)       | Louise van Hessen-Kassel (1817-1898)       | Louise van Hessen-Kassel (1817-1898)       | Louise van Hessen-Kassel (1817-1898)        | Louise van Hessen-Kassel (1817-1898)        |                                             |                                             |                                             |                                             |  |  |  |  |  |  |  |  |  |  |  |  |  |  |  |  |  |  |  |  |  |  |  |  |  |  |  |  |  |  |  |  |  |  |  |  |  |  |  |  |  |  |  |  |  |  |  |  |
|                                    |                                    |                                    |                                    | Alexander II van Rusland (1818–1881) | Alexander II van Rusland (1818–1881) | Alexander II van Rusland (1818–1881) | Alexander II van Rusland (1818–1881) | Alexander II van Rusland (1818–1881) | Alexander II van Rusland (1818–1881) |                                       |                                       |                                                   |                                                   |                                                   |                                                   | Marie van Hessen-Darmstadt (1824-1880)            | Marie van Hessen-Darmstadt (1824-1880)            | Marie van Hessen-Darmstadt (1824-1880)       | Marie van Hessen-Darmstadt (1824-1880)       | Marie van Hessen-Darmstadt (1824-1880)         | Marie van Hessen-Darmstadt (1824-1880)         |                                                |                                                |                                                |                                                |  |  |                                                                           |                                                                           |                                                                           |                                                                           | Christiaan IX van Denemarken (1818-1906)                                  | Christiaan IX van Denemarken (1818-1906)                                  | Christiaan IX van Denemarken (1818-1906)     | Christiaan IX van Denemarken (1818-1906)     | Christiaan IX van Denemarken (1818-1906)        | Christiaan IX van Denemarken (1818-1906)        |                                                 |                                                 |                                                 |                                                 |                                      |                                      | Louise van Hessen-Kassel (1817-1898)       | Louise van Hessen-Kassel (1817-1898)       | Louise van Hessen-Kassel (1817-1898)       | Louise van Hessen-Kassel (1817-1898)       | Louise van Hessen-Kassel (1817-1898)        | Louise van Hessen-Kassel (1817-1898)        |                                             |                                             |                                             |                                             |  |  |  |  |  |  |  |  |  |  |  |  |  |  |  |  |  |  |  |  |  |  |  |  |  |  |  |  |  |  |  |  |  |  |  |  |  |  |  |  |  |  |  |  |  |  |  |  |
|                                    |                                    |                                    |                                    |                                      |                                      |                                      |                                      |                                      |                                      | Alexander III van Rusland (1845–1894) | Alexander III van Rusland (1845–1894) | Alexander III van Rusland (1845–1894)             | Alexander III van Rusland (1845–1894)             | Alexander III van Rusland (1845–1894)             | Alexander III van Rusland (1845–1894)             |                                                   |                                                   |                                              |                                              |                                                |                                                |                                                |                                                |                                                |                                                |  |  |                                                                           |                                                                           |                                                                           |                                                                           |                                                                           |                                                                           |                                              |                                              |                                                 |                                                 | Dagmar van Denemarken (1847-1928)               | Dagmar van Denemarken (1847-1928)               | Dagmar van Denemarken (1847-1928)               | Dagmar van Denemarken (1847-1928)               | Dagmar van Denemarken (1847-1928)    | Dagmar van Denemarken (1847-1928)    |                                            |                                            |                                            |                                            |                                             |                                             |                                             |                                             |                                             |                                             |  |  |  |  |  |  |  |  |  |  |  |  |  |  |  |  |  |  |  |  |  |  |  |  |  |  |  |  |  |  |  |  |  |  |  |  |  |  |  |  |  |  |  |  |  |  |  |  |
|                                    |                                    |                                    |                                    |                                      |                                      |                                      |                                      |                                      |                                      | Alexander III van Rusland (1845–1894) | Alexander III van Rusland (1845–1894) | Alexander III van Rusland (1845–1894)             | Alexander III van Rusland (1845–1894)             | Alexander III van Rusland (1845–1894)             | Alexander III van Rusland (1845–1894)             |                                                   |                                                   |                                              |                                              |                                                |                                                |                                                |                                                |                                                |                                                |  |  |                                                                           |                                                                           |                                                                           |                                                                           |                                                                           |                                                                           |                                              |                                              |                                                 |                                                 | Dagmar van Denemarken (1847-1928)               | Dagmar van Denemarken (1847-1928)               | Dagmar van Denemarken (1847-1928)               | Dagmar van Denemarken (1847-1928)               | Dagmar van Denemarken (1847-1928)    | Dagmar van Denemarken (1847-1928)    |                                            |                                            |                                            |                                            |                                             |                                             |                                             |                                             |                                             |                                             |  |  |  |  |  |  |  |  |  |  |  |  |  |  |  |  |  |  |  |  |  |  |  |  |  |  |  |  |  |  |  |  |  |  |  |  |  |  |  |  |  |  |  |  |  |  |  |  |
|                                    |                                    |                                    |                                    |                                      |                                      |                                      |                                      |                                      |                                      |                                       |                                       |                                                   |                                                   |                                                   |                                                   |                                                   |                                                   |                                              |                                              |                                                |                                                |                                                |                                                |                                                |                                                |  |  |                                                                           |                                                                           |                                                                           |                                                                           |                                                                           |                                                                           |                                              |                                              |                                                 |                                                 |                                                 |                                                 |                                                 |                                                 |                                      |                                      |                                            |                                            |                                            |                                            |                                             |                                             |                                             |                                             |                                             |                                             |  |  |  |  |  |  |  |  |  |  |  |  |  |  |  |  |  |  |  |  |  |  |  |  |  |  |  |  |  |  |  |  |  |  |  |  |  |  |  |  |  |  |  |  |  |  |  |  |
|                                    |                                    |                                    |                                    |                                      |                                      |                                      |                                      |                                      |                                      |                                       |                                       |                                                   |                                                   |                                                   |                                                   |                                                   |                                                   |                                              |                                              |                                                |                                                |                                                |                                                |                                                |                                                |  |  |                                                                           |                                                                           |                                                                           |                                                                           |                                                                           |                                                                           |                                              |                                              |                                                 |                                                 |                                                 |                                                 |                                                 |                                                 |                                      |                                      |                                            |                                            |                                            |                                            |                                             |                                             |                                             |                                             |                                             |                                             |  |  |  |  |  |  |  |  |  |  |  |  |  |  |  |  |  |  |  |  |  |  |  |  |  |  |  |  |  |  |  |  |  |  |  |  |  |  |  |  |  |  |  |  |  |  |  |  |
|                                    |                                    |                                    |                                    | Nicolaas II van Rusland (1868–1918)  | Nicolaas II van Rusland (1868–1918)  | Nicolaas II van Rusland (1868–1918)  | Nicolaas II van Rusland (1868–1918)  | Nicolaas II van Rusland (1868–1918)  | Nicolaas II van Rusland (1868–1918)  |                                       |                                       | Alexander Aleksandrovitsj van Rusland (1869-1870) | Alexander Aleksandrovitsj van Rusland (1869-1870) | Alexander Aleksandrovitsj van Rusland (1869-1870) | Alexander Aleksandrovitsj van Rusland (1869-1870) | Alexander Aleksandrovitsj van Rusland (1869-1870) | Alexander Aleksandrovitsj van Rusland (1869-1870) |                                              |                                              | Georgi Aleksandrovitsj van Rusland (1871-1899) | Georgi Aleksandrovitsj van Rusland (1871-1899) | Georgi Aleksandrovitsj van Rusland (1871-1899) | Georgi Aleksandrovitsj van Rusland (1871-1899) | Georgi Aleksandrovitsj van Rusland (1871-1899) | Georgi Aleksandrovitsj van Rusland (1871-1899) |  |  | Xenia Aleksandrovna van Rusland (1875-1960)                               | Xenia Aleksandrovna van Rusland (1875-1960)                               | Xenia Aleksandrovna van Rusland (1875-1960)                               | Xenia Aleksandrovna van Rusland (1875-1960)                               | Xenia Aleksandrovna van Rusland (1875-1960)                               | Xenia Aleksandrovna van Rusland (1875-1960)                               |                                              |                                              | Michaël Aleksandrovitsj van Rusland (1878-1918) | Michaël Aleksandrovitsj van Rusland (1878-1918) | Michaël Aleksandrovitsj van Rusland (1878-1918) | Michaël Aleksandrovitsj van Rusland (1878-1918) | Michaël Aleksandrovitsj van Rusland (1878-1918) | Michaël Aleksandrovitsj van Rusland (1878-1918) |                                      |                                      | Olga Aleksandrovna van Rusland (1882-1960) | Olga Aleksandrovna van Rusland (1882-1960) | Olga Aleksandrovna van Rusland (1882-1960) | Olga Aleksandrovna van Rusland (1882-1960) | Olga Aleksandrovna van Rusland (1882-1960)  | Olga Aleksandrovna van Rusland (1882-1960)  |                                             |                                             |                                             |                                             |  |  |  |  |  |  |  |  |  |  |  |  |  |  |  |  |  |  |  |  |  |  |  |  |  |  |  |  |  |  |  |  |  |  |  |  |  |  |  |  |  |  |  |  |  |  |  |  |